# Phytoseius corniger
Phytoseius corniger är en spindeldjursart som beskrevs av Wainstein 1959. Phytoseius corniger ingår i släktet Phytoseius och familjen Phytoseiidae. Inga underarter finns listade i Catalogue of Life.